# Protoplanetaire nevel

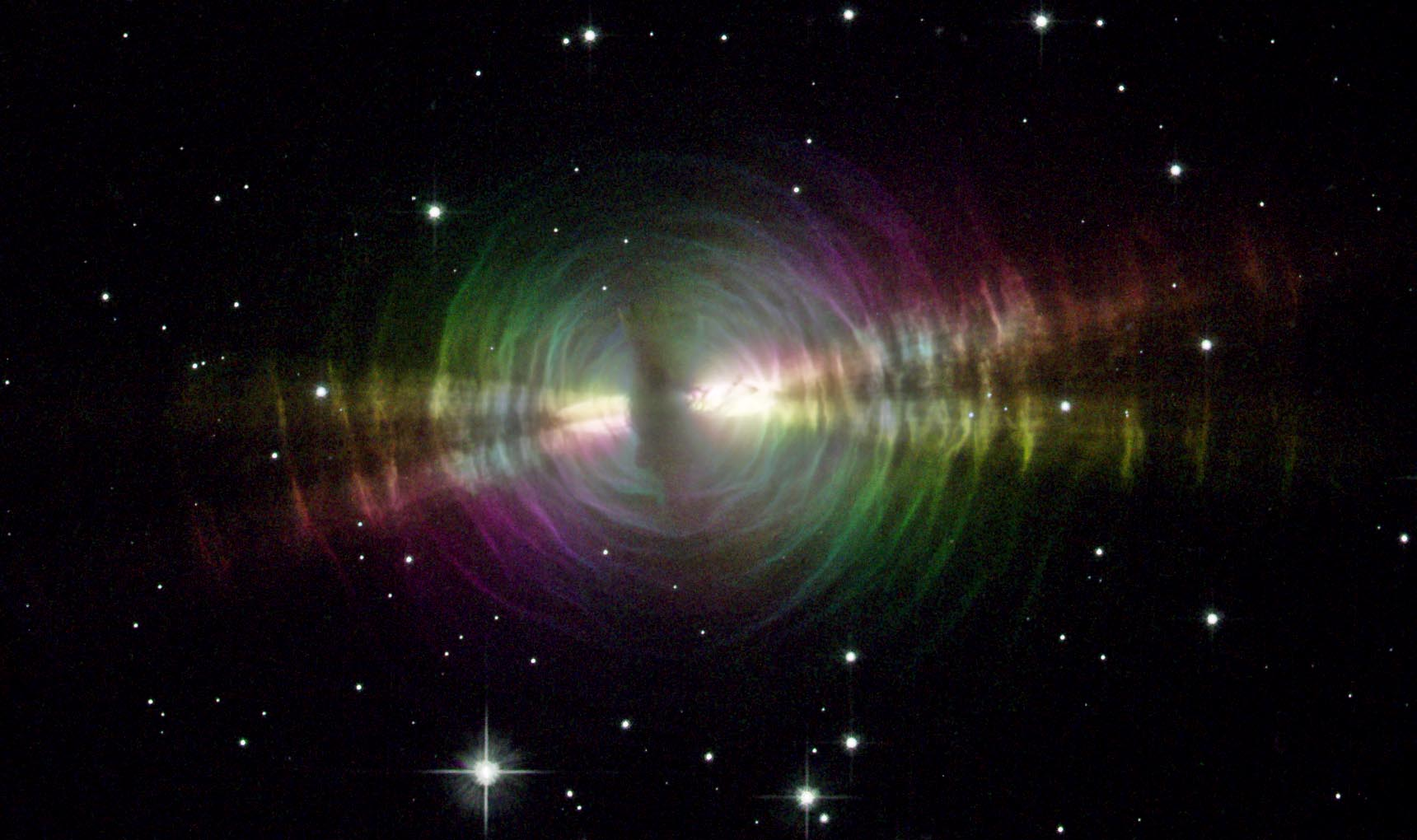
CRL 2688, een bipolaire protoplanetaire nevel in de Zwaan

Een protoplanetaire nevel (PPN) is een kleine nevel in een kort stadium van de evolutie van een ster tussen
1 en 8 zonnemassa's  tussen het einde van de asymptotische reuzentak en de planetaire nevel fase.
Een PPN is een sterke infrarood bron en is een soort reflectienevel. Het stadium van de PPN eindigt als de effectieve temperatuur van de centrale ster groter dan 30.000 K wordt en het gas in de nevel kan ioniseren. 

## Ontdekking
De eerste protoplanetaire nevels, CRL 618 en CRL 2688 zijn ontdekt in 1975 door Westbrook et al. en Ney et al. na metingen van bronnen die waren gedetecteerd in de 4,2 - 27,4 micron Air Force Sky Survey.

## Voorbeelden
Voorbeelden van protoplanetaire nevels zijn:
- Boemerangnevel
- CRL 618
- CRL 2688